# Второй звук в жидком гелии
Второй звук в жидком гелии — специфическое квантовомеханическое явление в жидком гелии, а также в некоторых других веществах, заключающееся в наличии двух скоростей звука для двух частей энергетического спектра элементарных возбуждений, фононной и ротонной.
Второй звук — слабозатухающие колебания температуры и энтропии в сверхтекучем гелии. Скорость распространения второго звука определяется из уравнений гидродинамики сверхтекучей жидкости в двухкомпонентной модели. Если пренебречь аномально малым для гелия коэффициентом теплового расширения, то в волне второго звука осциллируют только температура и энтропия, а плотность и давление остаются постоянными. Распространение второго звука не сопровождается переносом вещества. Во втором звуке передача тепла происходит путём волнообразного движения, а не более привычным механизмом диффузии. Это приводит к очень высокой теплопроводности. Название «второй звук» связано с тем, что движение волн тепла похоже на распространение звука в воздухе.

## Второй звук в жидком гелии
Второй звук в гелии II наблюдается при температурах ниже лямбда-точки (2,1768 К), когда 4Не переходит в сверхтекучее состояние и имеет почти идеальную теплопроводность. При падении температуры к 0 К скорости волн температуры и энтропии растут. Они могут быть сгенерированы и наблюдаться в резонаторе. При температуре 1,8 К температурная волна распространяется со скоростью примерно 20 м/с. Озвучивались также результаты по сверхтекучести гелия в твердом теле, но они подвергались сомнению в ряде источников.
Второй звук можно также интерпретировать как колебания концентрации квазичастиц в сверхтекучем гелии. В чистом 4He это колебания в системе ротонов и фононов.
Существование второго звука было предсказано теоретически Ландау, расчетное значение равнялось 25 м/с. Фактически измеренное — 19,6 м/с.

## Второй звук в других веществах
3He также обладает вторым звуком при температуре ниже 2,5 мК, 6Li также близко к 0 К. Сверхтекучесть 6Li наблюдалась при температуре 50 нК в Массачусетском технологическом институте в апреле 2005 года. Второй звук наблюдается также в некоторых диэлектрических твердых веществах, таких как Bi и NaF. В 2019 г. второй звук был обнаружен в графите